# Comisar European pentru Transport
Comisarul European Pentru Transport este membru al Comisiei Europene. Actualul comisar este Adina Ioana Vălean.
Portofoliul este responsabil pentru dezvoltarea infrastructurii de transport în Uniunea Europeană, precum rețelele rutiere și feroviare, dar și sistemele de navigație, cum ar fi sistemul de navigație Galileo. Alte lucrări includ garanțiile recente ale drepturilor pasagerilor transportului aerian și ale Cerului Unic European.

## Lista comisarilor
|    | Nume                     | Țara         | Perioada              | Comisia                             |
| -- | ------------------------ | ------------ | --------------------- | ----------------------------------- |
| 1  | Michel Rasquin           | Luxemburg    | 1958                  | Comisia Hallstein                   |
| 2  | Lambert Schaus           | Luxemburg    | 1958–1967             | Comisia Hallstein                   |
| 3  | Victor Bodson            | Luxemburg    | 1967–1970             | Comisia Rey                         |
| 4  | Albert Coppé             | Belgia       | 1970–1973             | Comisia Malfatti , Comisia Mansholt |
| 5  | Carlo Scarascia-Mugnozza | Italia       | 1973–1977             | Comisia Ortoli                      |
| 6  | Richard Burke            | Irlanda      | 1977–1981             | Jenkins                             |
| 7  | Giorgios Contogeorgis    | Grecia       | 1981–1985             | Comisia Thorn                       |
| 8  | Stanley Clinton Davis    | Regatul Unit | 1985–1988             | Comisia Delors                      |
| 9  | Karel Van Miert          | Belgia       | 1989–1992             | Comisia Delors II                   |
| 10 | Abel Matutes             | Spania       | 1993–1994             | Comisia Delors III                  |
| 11 | Marcelino Oreja          | Spania       | 1994–1995             | Comisia Delors III                  |
| 12 | Neil Kinnock             | Regatul Unit | 1995–1999             | Comisia Santer                      |
| 13 | Loyola de Palacio        | Spania       | 1999–2004             | Comisia Prodi                       |
| 14 | Jacques Barrot           | Franța       | 2004–2008             | Comisia Barroso I                   |
| 15 | Antonio Tajani           | Italia       | 2008–2010             | Comisia Barroso I                   |
| 16 | Siim Kallas              | Estonia      | 2010–2014             | Comisia Barroso II                  |
| 17 | Violeta Bulc             | Slovenia     | 2014 - decembrie 2019 | Comisia Juncker I                   |
| 18 | Adina Ioana Vălean       | România      | decembrie 2019 -      | Comisia von der Leyen               |

## Legături externe
- Commissioner's website
- Commission transport portal
- Transport white paper
- Galileo